# 焼跡の、お菓子の木
『焼跡の、お菓子の木』（やけあとの、おかしのき）は、野坂昭如の小説、およびそれを原作としたアニメ。戦争童話集シリーズ第5作。

## 放送局
2006年8月15日にテレビ朝日系で放送。

## スタッフ
- 原作：野坂昭如
- 画：黒田征太郎
- 企画：梅澤道彦（テレビ朝日）、加藤良雄
- 監督：やすみ哲夫
- 脚本：高橋ナツコ
- 演出：平井峰太郎
- 作画監督：大武正枝
- 美術監督：西田稔、田崎万里子
- 撮影監督：箭内光一
- 編集：岡安肇
- 音響監督：大熊昭
- 音楽：相良まさえ
- 効果：武藤晶子（サウンドボックス）
- 色彩設計：今泉ひろみ
- プロデューサー：太田賢司（テレビ朝日）、山田俊秀
- 制作：テレビ朝日、シンエイ動画

## キャスト
- 太一：頓宮恭子
- 春男：日髙のり子
- 剛：近藤玲子
- 善夫：ゆきじ
- 次郎：松本さち
- 美佐子：大前茜
- 太一の母：さとうあい
- 太一の祖母：堀絢子
- 春男のママ：松井菜桜子
- ドイツ人店主：真山亜子
- 男：後藤史彦